# Bob hunds 115:e dröm
bob hunds 115:e dröm är en sång skriven av bob hund och utgiven på skivan Jag rear ut min själ! Allt skall bort!!!. Låten är instrumental; en något annorlunda version med text, bob hunds 115:e sång, finns också med på skivan. Hela låten spelas i filmen Vuxna människor med Felix Herngren i huvudrollen. Enligt Kent så är låten den bästa svenska låten 1998. Titeln är en referens till Bob Dylans låt "Bob Dylan's 115th Dream" från albumet Bringing It All Back Home.